# London Mathematical Society
The London Mathematical Society (LMS) är ett av Storbritanniens akademiska sällskap för matematik (de övriga är Royal Statistical Society (RSS) och Institute of Mathematics and its Applications (IMA))

## Historia

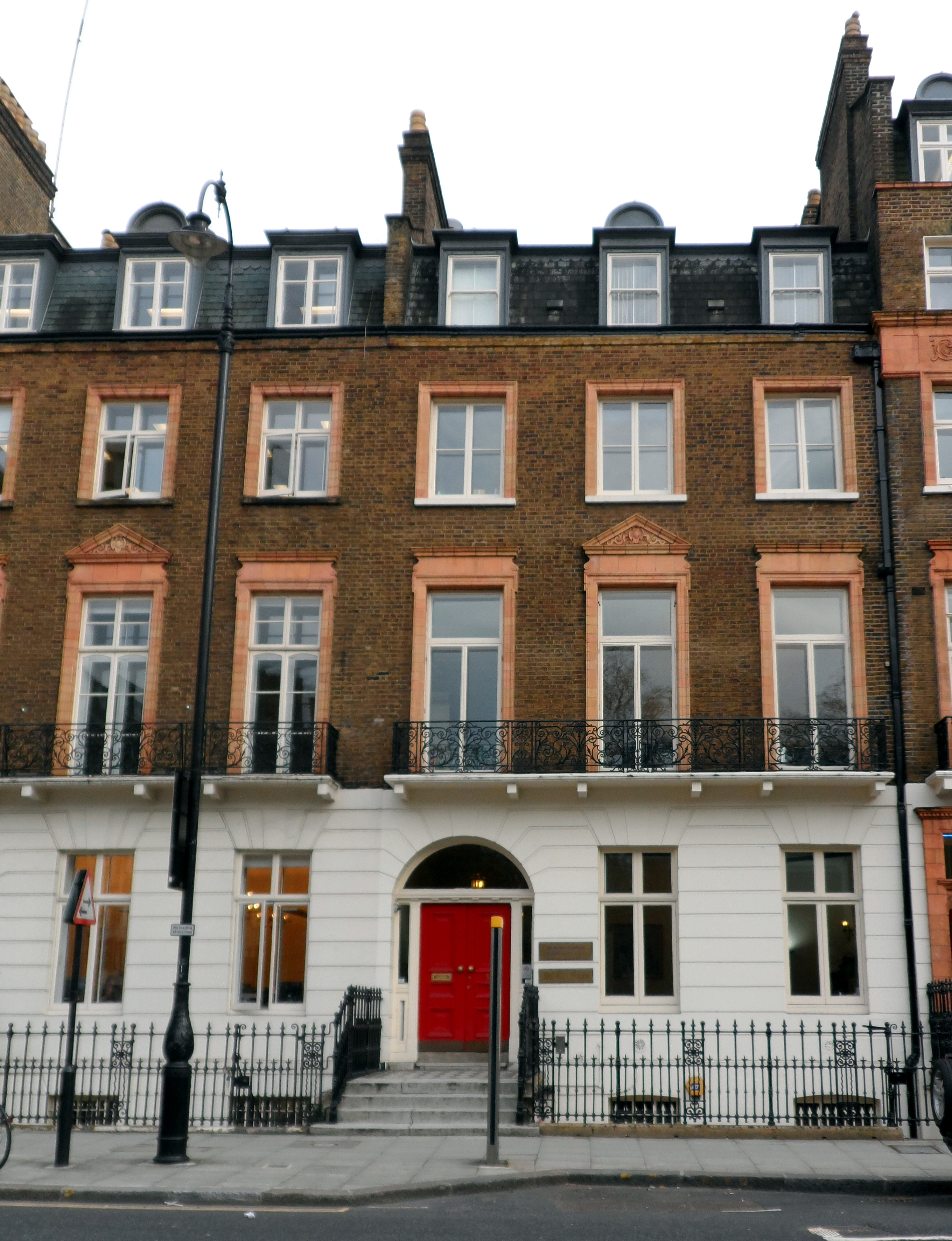
De Morgan House

Sällskapet stiftades den 16 januari 1865 och dess första president var Augustus De Morgan. De första mötena hölls på University College, men sällskapet flyttade strax till Burlington House, Piccadilly. Sällskapets inledande verksamhet bestod av föredrag och utgivandet av en tidskrift.
LMS var förebild för bildandet av American Mathematical Society 1888.
Sällskapet beviljades etthundra år efter grundandet, 1965, ett Royal Charter. År 1998 flyttade sällskapet från rummen i Burlington House till De Morgan House (uppkallat efter sällskapets förste president) vid 57–58 Russell Square, Bloomsbury, för att ge utrymme åt en utökning av antalet medarbetare. Sällskapet är medlem av det "brittiska vetenskapsrådet" Science Council.

## Verksamhet
Sällskapet publicerar böcker och tidskrifter, arrangerar matematikkonferenser, ger bidrag för att främja forskning och utbildning inom matematik och delar ut ett antal priser och utmärkelser för framstående forskning inom matematiken.

## Publikationer
Sällskapets periodiska publikationer utgörs av tre tryckta vetenskapliga tidskrifter:
- Bulletin of the London Mathematical Society
- Journal of the London Mathematical Society
- Proceedings of the London Mathematical Society.

Övriga publikationer innefattar en elektronisk tidskrift Journal of Computation and Mathematics och ett nyhetsbrev till ordinarie medlemmar. Sällskapet ger också ut tidskriften Compositio Mathematica på uppdrag av den ägande stiftelsen och sampublicerar Nonlinearity med Institute of Physics. Sällskapet ger ut fyra bokserier: en serie Monographs (monografier), en serie Lecture Notes ("föreläsningsanteckningar"), en serie Student Texts och, tillsammans med American Mathematical Society, serien History of Mathematics ("matematikens historia"). Sällskapet sampublicerar också fyra serier av översättningar: Russian Mathematical Surveys, Izvestiya: Mathematics och Sbornik: Mathematics (med Rysslands Vetenskapsakademi) samt Transactions of the Moscow Mathematical Society (med  American Mathematical Society).

## Priser
- De Morgan-medaljen (vart tredje år) — det mest prestigefyllda priset;
- Pólyapriset (utdelas två år av tre);
- Senior Berwick-priset;
- Senior Whitehead-priset (vartannat år);
- Naylor Prize and Lectureship;
- Berwickpriset;
- Fröhlichpriset (vartannat år);
- Whiteheadpriset (årligen).

Dessutom delar sällskapet ut David Crighton-medaljen vart tredje år tillsammans med Institute of Mathematics and its Applications.

## Lista över presidenter
- 1865–1866 Augustus De Morgan
- 1866–1868 James Joseph Sylvester
- 1868–1870 Arthur Cayley
- 1870–1872 William Spottiswoode
- 1872–1874 Thomas Archer Hirst
- 1874–1876 Henry John Stephen Smith
- 1876–1878 Lord Rayleigh
- 1878–1880 Charles Watkins Merrifield
- 1880–1882 Samuel Roberts
- 1882–1884 Olaus Henrici
- 1884–1886 James Whitbread Lee Glaisher
- 1886–1888 James Cockle
- 1888–1890 John James Walker
- 1890–1892 Alfred George Greenhill
- 1892–1894 Alfred Kempe
- 1894–1896 Percy Alexander MacMahon
- 1896–1898 Edwin Elliott
- 1898–1900 Lord Kelvin
- 1900–1902 E.W. Hobson
- 1902–1904 Horace Lamb
- 1904–1906 Andrew Forsyth
- 1906–1908 William Burnside
- 1908–1910 William Davidson Niven
- 1910–1912 H.F. Baker
- 1912–1914 Augustus Edward Hough Love
- 1914–1916 Joseph Larmor
- 1916–1918 Hector Macdonald
- 1918–1920 John Edward Campbell
- 1920–1922 Herbert Richmond
- 1922–1924 William Henry Young
- 1924–1926 Arthur Lee Dixon
- 1926–1928 G.H. Hardy
- 1928–1929 E.T. Whittaker
- 1929–1931 Sydney Chapman
- 1931–1933 Alfred Cardew Dixon
- 1933–1935 G.N. Watson
- 1935–1937 George Barker Jeffery
- 1937–1939 Edward Arthur Milne
- 1939–1941 G.H. Hardy
- 1941–1943 John Edensor Littlewood
- 1943–1945 L.J. Mordell
- 1945–1947 Edward Charles Titchmarsh
- 1947–1949 W.V.D. Hodge
- 1949–1951 Max Newman
- 1951–1953 George Frederick James Temple
- 1953–1955 J.H.C. Whitehead
- 1955–1957 Philip Hall
- 1957–1959 Harold Davenport
- 1959–1961 Hans Heilbronn
- 1961–1963 Mary Cartwright
- 1963–1965 Arthur Geoffrey Walker
- 1965–1967 Graham Higman
- 1967–1969 J.A. Todd
- 1969–1970 Edward Collingwood
- 1970–1972 Claude Ambrose Rogers
- 1972–1974 David George Kendall
- 1974–1976 Michael Atiyah
- 1976–1978 J.W.S. Cassels
- 1978–1980 C.T.C. Wall
- 1980–1982 Barry Johnson
- 1982–1984 Paul Cohn
- 1984–1986 Ioan James
- 1986–1988 Erik Christopher Zeeman
- 1988–1990 John H. Coates
- 1990–1992 John Kingman
- 1992–1994 John Ringrose
- 1994–1996 Nigel Hitchin
- 1996–1998 John M. Ball
- 1998–2000 Martin J. Taylor
- 2000–2002 Trevor Stuart
- 2002–2003 Peter Goddard
- 2004–2005 Frances Kirwan
- 2005–2007 John Toland
- 2007–2009 E. Brian Davies
- 2009 (interim) John M. Ball
- 2009–2011 Angus Macintyre
- 2011–2013 Graeme Segal
- 2013–2015 Terence Lyons
- 2015–2017 Simon Tavaré
- 2017–2020 Caroline Series[1]